# Lakatos Katalin
Lakatos Katalin (Szeged, 1964. június 29. – Budapest, 2016. október 26.) magyar konduktor, mozgásterapeuta, úszás szakedző, a Hidroterápiás Rehabilitációs Gimnasztika (HRG) és a Tervezett Szenzo-Motoros Tréning (TSMT) módszertan kidolgozója.

## Életútja
Édesanyja, dr. Márkus Veronika a szegedi Gyermekgyógyászati Klinikán volt orvos, édesapja, Lakatos László gépészmérnökként dolgozott. 1982-ben érettségizett a szegedi Radnóti Miklós Gimnázium orosz tagozatos osztályában, majd 1982-86 között a Nemzetközi Pető Intézet konduktori képzésén vett részt. 1986-90-ben a Testnevelési Egyetemen úszás szakedző képesítést szerzett, 1989-91 között Dévény Annánál alkalmazott művészi torna mesterképzőt végzett, közben a Dévény-módszer által elhíresült manuál technikát is megtanulta, és aktívan alkalmazta. 1992-2006 között a Budapesti Korai Fejlesztő Központ munkatársa, mozgásterapeuta, halmozottan sérült, mozgásukban elmaradt gyerekeket lát el.
1998-2006 között a Semmelweis Orvostudományi Egyetem doktori iskolájának hallgatója, 2004-ben védett doktori értekezésének címe A mozgásérettség vizsgálatának jelentősége a tanulási zavarok korai felismerésében a neuro- és szenzomotoros vizsgálatok fontosságát igazolta, egyben rávilágított, hogy az organikusan éretlen gyerekeknek nehézségeik adódnak az iskolai beválásban.
2000-től haláláig az évente közel 900 gyermeket ellátó BHRG Alapítvány szakmai vezetőjeként tevékeny. 2015 szeptemberében rosszindulatú emlődaganatot állapítottak meg nála, melynek áttétjei 2016. október 26-án bekövetkezett halálát okozták. 2016. november 17-én kísérték utolsó útjára az Óbudai Temetőben.

## A HRG és TSMT módszerek kidolgozása
1991-1992 között végezte a Magyarországon meghirdetett Szenzoros integrációs terápiák néven ismertetett, Jane Ayres nevét képviselő módszertant az Eötvös Loránd Tudományegyetem szervezésében. 1992-ben Soros ösztöndíjasként lehetősége nyílt 3 hónapra, hogy Skóciában rehabilitációs intézetek és szakemberek képzéseit tanulmányozza, valamint 1993-ban az Angol Királyi Hidroterápiás Társaság szervezésében elvégezte a Hallvick hidroterápiás módszer A és B kurzusát. Korábban a Pető Intézet diákjaival is rendszeresen foglalkozott a vízben, szakdolgozatát a Spasztikus gyermekek úszásoktatása címmel szintén ebből a témából írta, ezek a tapasztalatok pedig arra ösztönözték, hogy a korábban intuitíven kidolgozott mozgásfejlesztő módszereit strukturálja, és kialakítsa a rehabilitációs szakemberképzés rendszerét. A Hidroterápiás Rehabilitációs Gimnasztika módszert a Dohány utcai I. sz. kisegítő és foglalkoztató iskola sérült gyerekein, valamint a Halassy Olivér SC. felnőtt agysérült csoportján alkalmazta először.
A Budapesti Korai Fejlesztő Központban végzett mozgásfejlesztést, ezalatt az idő alatt dolgozta ki saját, tervezett szenzomotoros tréning (TSMT) közel ezer feladatát, melyeket egyéni, szülők által is elsajátítható (TSMT I), és kiscsoportos formában végezhető (TSMT II) módszerként rögzített. 1993-ban szakmai vezetője a Hidroterápiás Rehabilitációs Gimnasztika (HRG) Alapítványnak, mely 2000-től jogutódként Budapesti Hidroterápiás Rehabilitációs Gimnasztika (BHRG) Alapítványként működik.

## Főbb publikációi
1. Lakatos K.: Új módszer a nagycsoportos óvodások komplex fejlesztésében, Óvodai nevelés, 1993. XLVI.
2. Lakatos K.: A Hidroterápiás Rehabilitációs Gimnasztika módszer, Fejlesztő pedagógia, 1993.1-2. sz.
3. Lakatos K.: A nehezen kezelhető, hiperaktív, részképesség-kieséssel küzdő kisiskolás gyerekek csoportos uszodai mozgásterápiája hidroterápiás rehabilitációs módszerrel, Testnevelés és Sporttudomány (az Országos Testnevelési és Sporthivatal tudományos folyóirata) 1994.1. (29-32 o)
4. Lakatos K.: A Hidroterápiás Rehabilitációs Gimnasztika módszer, Gyermekgyógyászat, 1994. 2. szám, melléklete
5. Lakatos K.: A Hidroterápiás Rehabilitációs Gimnasztika (HRG) módszer általános bemutatása, Mozgásterápia, 1994/2.
6. Lakatos K.: A HRG-módszer alkalmazásának hatásai 2-7 éves pszichomotoros fejlődésben elmaradt gyermekek esetében (58. o) Baleset, illetve agyvérzés következtében mozgássérültté vált felnőtt betegek rahabilitációja a HRG-módszer alkalmazásával (57. o) Sportorvosi Szemle 1995.
7. Lakatos K.: Intenzív hidroterápiás kurzus Oxfordban, Mozgásterápia, 1995/2. 4. évf. (24 o)
8. Lakatos K.: A kötelező iskolai úszásoktatás problémái, Testnevelés és Sporttudomány (az Országos Testnevelési és Sporthivatal tudományos folyóirata) 1995.3.
9. Lakatos K.: Korai vizi fejlesztés a HRG-módszer alkalmazásával, Mozgásterápia, 1995/4. (13-16 o)
10. Lakatos K.: Miért nem tudnak a “félős” gyerekek a többiekkel együtt megtanulni úszni? Testnevelés és Sporttudomány (az Országos Testnevelési és Sporthivatal tudományos folyóirata) 1996.4.
11. Lakatos K.: A  hidroterápiás rehabilitációs gimnasztika módszer,  Speciális pedagógia (a Kiss Árpád Országos Közoktatási Szolgáltató Intézmény módszertani folyóirata) 1997. 3. évf. 4 szám (29-34 o)
12. Lakatos K.: A szenzomotoros fejlődés jelentősége 0-6 éves kor között, I-VI. Óvodai Nevelés, Pedagógiai folyóirat, 1999.09-2000.02. (I: 238-243 o. II: 287-293 o, III:   IV: 360-363 o)
13.. Lakatos K.: A gyógyúszás foglalkoztató szakképzés előzményei, kialakulása, jövője, ETIinfo 1999. május ( 4-5. o)
14. Lakatos K.: Az iskolaéretlenség korai felismerése, Fejlesztő pedagógia, pedagógiai szakfolyóirat, 9. évf. 1999 / 4-5 sz. (3-25 o.)  http://www.matarka.hu/cikk_list.php?fusz=27595
15. Lakatos K.: Prevenció, kapcsolatépítés, okos szeretet, Fejlesztő pedagógia, pedagógiai szakfolyóirat, 11. évf. 2000 / 4-5 sz. (81-91 o.)   http://www.matarka.hu/cikk_list.php?fusz=21038
16. Lakatos K.: Korai egyéni és kiscsoportos fejlesztés 1992-1999 között, Fejlesztő pedagógia, pedagógiai szakfolyóirat, 11. évf. 2000 / 4-5 sz. (101-119 o.) http://www.matarka.hu/cikk_list.php?fusz=21038
17. Lakatos K.: A mozgás és a pszichoszociális fejlődés kapcsolata,  Alapok, szerk.: Dr. Kovács F. Dr. Vidovszky G. 47-97 o. felelős kiadó: Anonymus Alapítvány, Image nyomda, Bp. 2000.  http://www.odrportal.hu/kereso/index.php?stype=author&q=%22Lakatos+Katalin%22
18. Lakatos K.: A mozgás jelentősége és fejlesztő hatásai „más" fogyatékosság esetén, Alapok, szerk.: Dr. Kovács F. Dr. Vidovszky G. felelős kiadó: Anonymus Alapítvány, Image nyomda, Bp. 2000 / (154-179.o.)  http://www.odrportal.hu/kereso/index.php?stype=author&q=%22Lakatos+Katalin%22
19. Lakatos K.: Az iskolaérettség és a mozgásérettség összefüggései, Speciális pedagógia (a Kiss Árpád Országos Közoktatási Szolgáltató Intézmény módszertani folyóirata) 2000. 6. évf. 3 szám (18-28 o)
20. Lakatos K.: Korai szenzomotoros fejlesztés, Fejlesztő pedagógia, pedagógiai szakfolyóirat, 12. évf. 2001 / 6 sz. (6-21 o.)  http://www.matarka.hu/cikk_list.php?fusz=20508
21. Lakatos K.: Összehangolt szárazföldi és vízi fejlesztés a tanulási és magatartási zavarok leküzdésére (93-96 o), A szenzoros integrációs terápia alkalmazása viselkedési zavaros gyermekeknél (115-118 o), Korai vizi fejlesztés a HRG-módszer alkalmazásával 119-126 o), in: Összefoglaló a Korai fejlesztők konferenciáin elhangzott előadásokból, Pécs, ÁNK. 2001.
22. Lakatos K.: Szenzomotoros szemléletű tornatermi és uszodai fejlesztések az óvodáskorban,  Óvónők kincsestára, módszertani kézikönyv 2001. október (1-19 o. )
23. Lakatos K.: Korai szenzomotoros fejlesztés a BHRG Alapítvány Központjában, Család, gyermek, ifjúság, orvosi, szociológiai, családsegítő szakfolyóirat, 2001 / 6., X. évfolyam, (4-12 o.)  http://www.csagyi.hu/images/stories/kiadvanyok/folyoirat/CsaGyI_2001_6.pdf
24.Lakatos K.: Szenzomotoros szemléletű tornatermi és uszodai fejlesztések az óvodáskorban, A HRG és a TSMT-II. bemutatása, Raabe kiadó, Óvónők kincsestára, 2001. okt.  (1-19 o)
25. Lakatos K.: Kutatási eredmények és gyakorlati tapasztalatok a korai fejlesztésben, Speciális pedagógia (a Kiss Árpád Országos Közoktatási Szolgáltató Intézmény módszertani folyóirata) 2002. Szeptember, 9. évf. 3. sz. (5-35 o.)
26. Lakatos K.: Az iskolaéretlenség szűrése az állapot- és mozgásvizsgáló teszttel, Új Pedagógiai Szemle, (A Magyar Pedagógiai Társaság és az Országos Közoktatási Intézet folyóirata) 2003. Március, (137-149 o.)  http://ofi.hu/tudastar/lakatos-katalin
27. Lakatos K.: Állapot és mozgásvizsgáló teszt bemutatása, Magyar Sporttudományi Szemle, 2003/ 3-4. sz. (24-31 o.)
28. Lakatos K.: Preventív szemléletű szakmai koncepció a részképesség-hiányosságokat mutató, az organikus érettség szempontjából veszélyeztetett, a hátrányos szociokulturális környezetben nevelkedő, az iskolai beválásban rizikós/kudarcos 5-7 éves gyermekek számára, tanulmány az ANTSZ, ill. a közoktatással, a gyermekegészségüggyel, gyermekvédelemmel, munkaerőpiaci kérdésekkel foglalkozó Minisztériumok és állami intézmények részére,
29.Lakatos K.: Javaslat állapot- és mozgásvizsgáló teszt alkalmazására az iskolaéretlenség korai kiszűrése érdekében, Speciális pedagógia (a Kiss Árpád  Országos Közoktatási Szolgáltató Intézmény módszertani folyóirata) 2003. December, 10. évf. 1-13 o)
30. Lakatos K.: A mozgásvizsgálat és az iskolaérettségi vizsgálat összefüggései, Speciális pedagógia (a Kiss Árpád Országos Közoktatási Szolgáltató Intézmény módszertani folyóirata) 2003. December, 10. évf.
31. Lakatos K.: Szenzomotoros vizsgálatok alkalmazása az iskolaérettséghez szükséges készségek és részképességek szintjének felmérése céljából, Speciális Pedagógia (a Kiss Árpád Országos Közoktatási Szolgáltató Intézmény módszertani folyóirata) 2003. December (1-18 o)
32. Lakatos K.: Szenzomotoros fejlesztési lehetőségek az iskolaéretlenség korrekciójáért, Pedagógia (a Kiss Árpád Országos Közoktatási Szolgáltató Intézmény módszertani folyóirata) 2003. December
33. Lakatos K.: A tanulási, magatartási és figyelemzavarok okairól, Budapesti Nevelő (A Fővárosi Pedagógiai Intézet Szakmai Folyóirata) 2004/4., (53-67 o.)
34. Hámori E, Királdi K, Lakatos K. Ph.D,  Dr. Beke A: Kötődési minták csecsemőkorban és kisgyermekkorban – koraszülött anya-gyerek párok utánvizsgálata Serdülő és gyerekpszichoterápia pszichoanalitikus szakfolyóirat 2009. IX. 1. (100-110 o)
35. Lakatos K.: Az eltérő fejlődés okai és vizsgálati lehetőségei 3 hónapos kortól 1 éves korig in: Védőnők kézikönyve, Raabe 2016. (1-25 o.)
36. Lakatos K.: Az eltérő fejlődés okai, tünetei, vizsgálati lehetőségei 1-3 éves kor között in: Védőnők kézikönyve, Raabe, 2016. (1-24 o.)